# Mondon
Mondon és un municipi francès situat al departament del Doubs i a la regió de Borgonya - Franc Comtat. L'any 2007 tenia 74 habitants.

## Demografia

### Població
El 2007 la població de fet de Mondon era de 74 persones. Hi havia 36 famílies de les quals 12 eren unipersonals (12 homes vivint sols), 16 parelles sense fills i 8 parelles amb fills.
La població ha evolucionat segons el següent gràfic:
Habitants censats

### Habitatges
El 2007 hi havia 45 habitatges, 33 eren l'habitatge principal de la família, 11 eren segones residències i 1 estava desocupat. 43 eren cases i 2 eren apartaments. Dels 33 habitatges principals, 28 estaven ocupats pels seus propietaris, 4 estaven llogats i ocupats pels llogaters i 1 estava cedit a títol gratuït; 2 tenien dues cambres, 3 en tenien tres, 5 en tenien quatre i 23 en tenien cinc o més. 29 habitatges disposaven pel capbaix d'una plaça de pàrquing. A 20 habitatges hi havia un automòbil i a 10 n'hi havia dos o més.

### Piràmide de població
La piràmide de població per edats i sexe el 2009 era:
| Homes | Edats   | Dones |
| ----- | ------- | ----- |
| 0     | 95 o +  | 0     |
| 0     | 90 a 94 | 4     |
| 0     | 85 a 89 | 0     |
| 0     | 80 a 84 | 0     |
| 0     | 75 a 79 | 0     |
| 4     | 70 a 74 | 4     |
| 4     | 65 a 69 | 4     |
| 0     | 60 a 64 | 0     |
| 0     | 55 a 59 | 0     |
| 8     | 50 a 54 | 4     |
| 0     | 45 a 49 | 0     |
| 4     | 40 a 44 | 0     |
| 0     | 35 a 39 | 4     |
| 12    | 30 a 34 | 4     |
| 0     | 25 a 29 | 0     |
| 0     | 20 a 24 | 0     |
| 4     | 15 a 19 | 0     |
| 4     | 10 a 14 | 0     |
| 0     | 5 a 9   | 0     |
| 4     | 0 a 4   | 4     |

## Economia
El 2007 la població en edat de treballar era de 46 persones, 38 eren actives i 8 eren inactives. De les 38 persones actives 33 estaven ocupades (18 homes i 15 dones) i 5 estaven aturades (4 homes i 1 dona). De les 8 persones inactives 6 estaven jubilades i 2 estaven classificades com a «altres inactius».
Activitats econòmiques
L'únic establiment que hi havia el 2007 era d'una empresa de construcció.
L'únic servei als particulars que hi havia el 2009 era una lampisteria.

## Poblacions més properes
El següent diagrama mostra les poblacions més properes.